# یخچال طبیعی آنترار
یخچال طبیعی آنترار (به لاتین: Unteraargletscher) یک یخچال طبیعی در سوئیس است که در کانتون برن واقع شده‌است.